# GYLDA LGTBI+
GYLDA LGTBI+ es una asociación española federada en FELGTBI+, con sede en Logroño, referente en apoyo y defensa de la comunidad LGTBIQ+ en La Rioja.
La asociación se creó en 2016 y recoge el testigo de la asociación independiente "Gays Y Lesbianas De Aquí", creada en torno a 1994/95; y desaparecida en 2012, tomando su nombre de la misma.
Desde 2022 gestiona el centro Centro de Atención LGTBI+ de La Rioja, en Logroño, dando apoyo social, servicios de psicología, orientación y asesoramiento jurídico a personas LGTBI+ y familiares, dependiente de la Dirección General de Igualdad del Gobierno de La Rioja.
Ese mismo año se renueva junta directiva, vigente en la actualidad: Ruth García Pinar asume la presidencia; Jesús Cárcamo, la vicepresidencia; Javier Alfaro, la secretaría, y la tesorería mantiene a Rubén Astorga al frente. 

## Historia

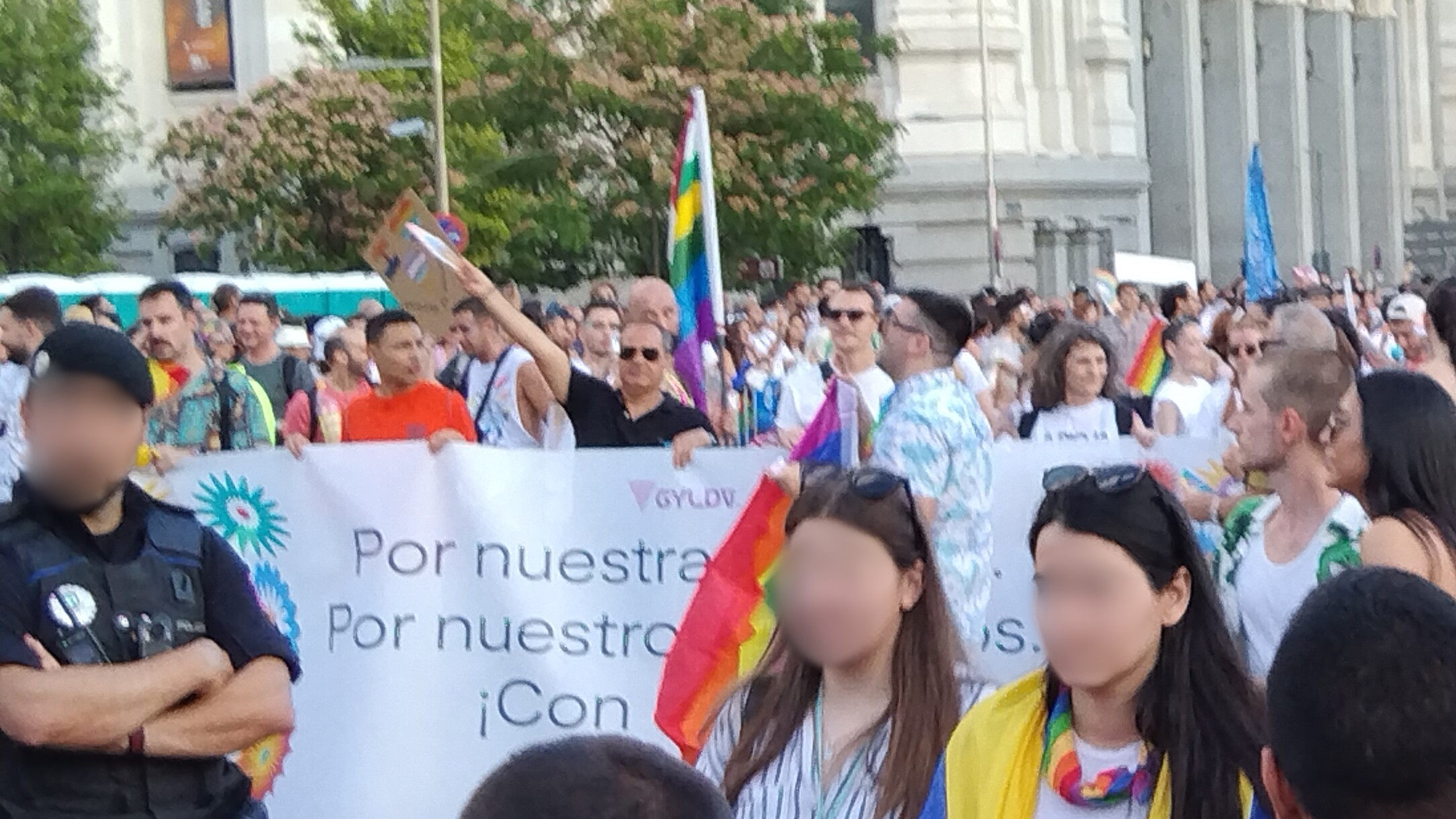
GYLDA en el orgullo LGTB de Madrid (2023).

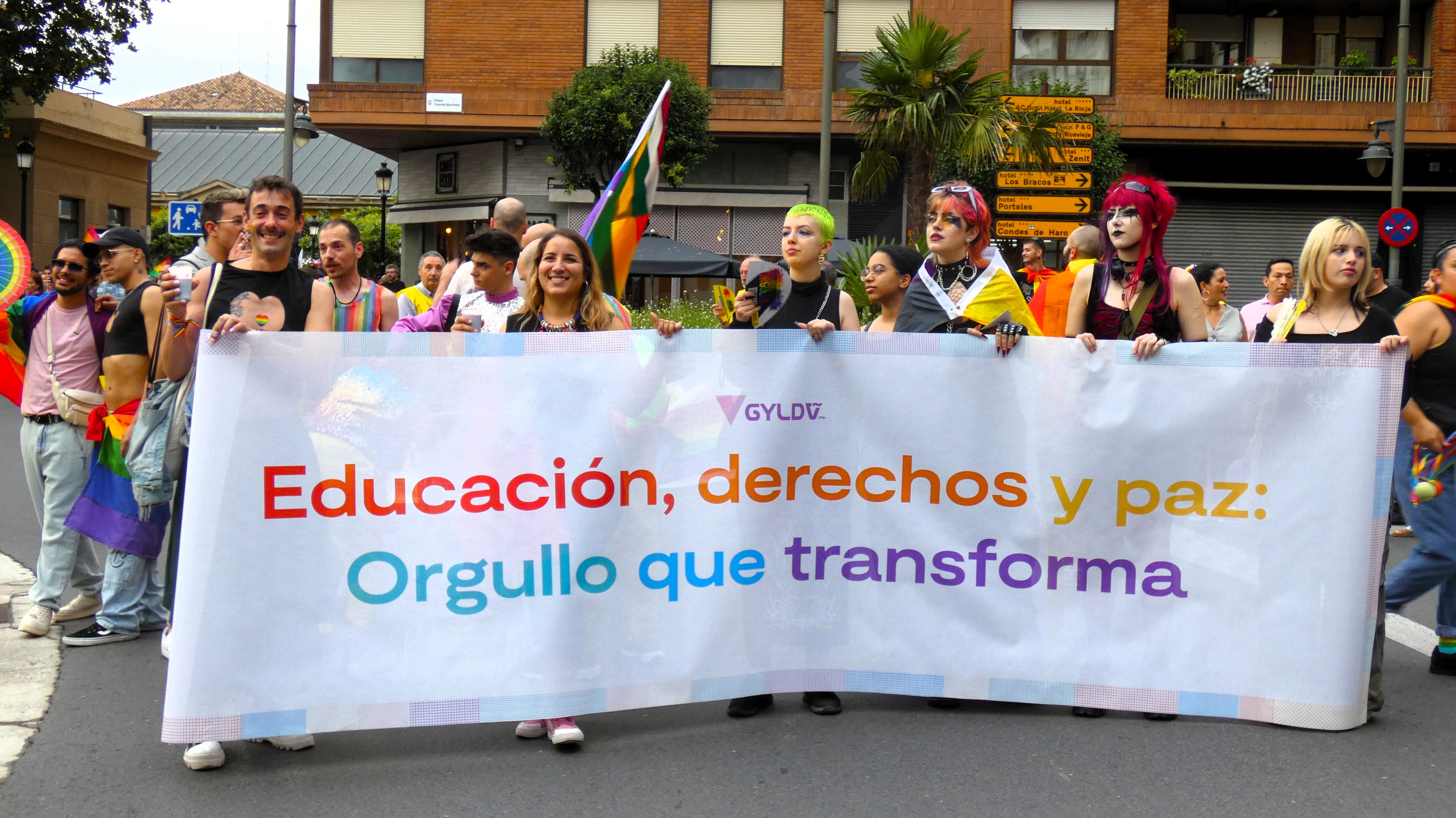
GYLDA en la marcha del orgullo de Logroño (2024).

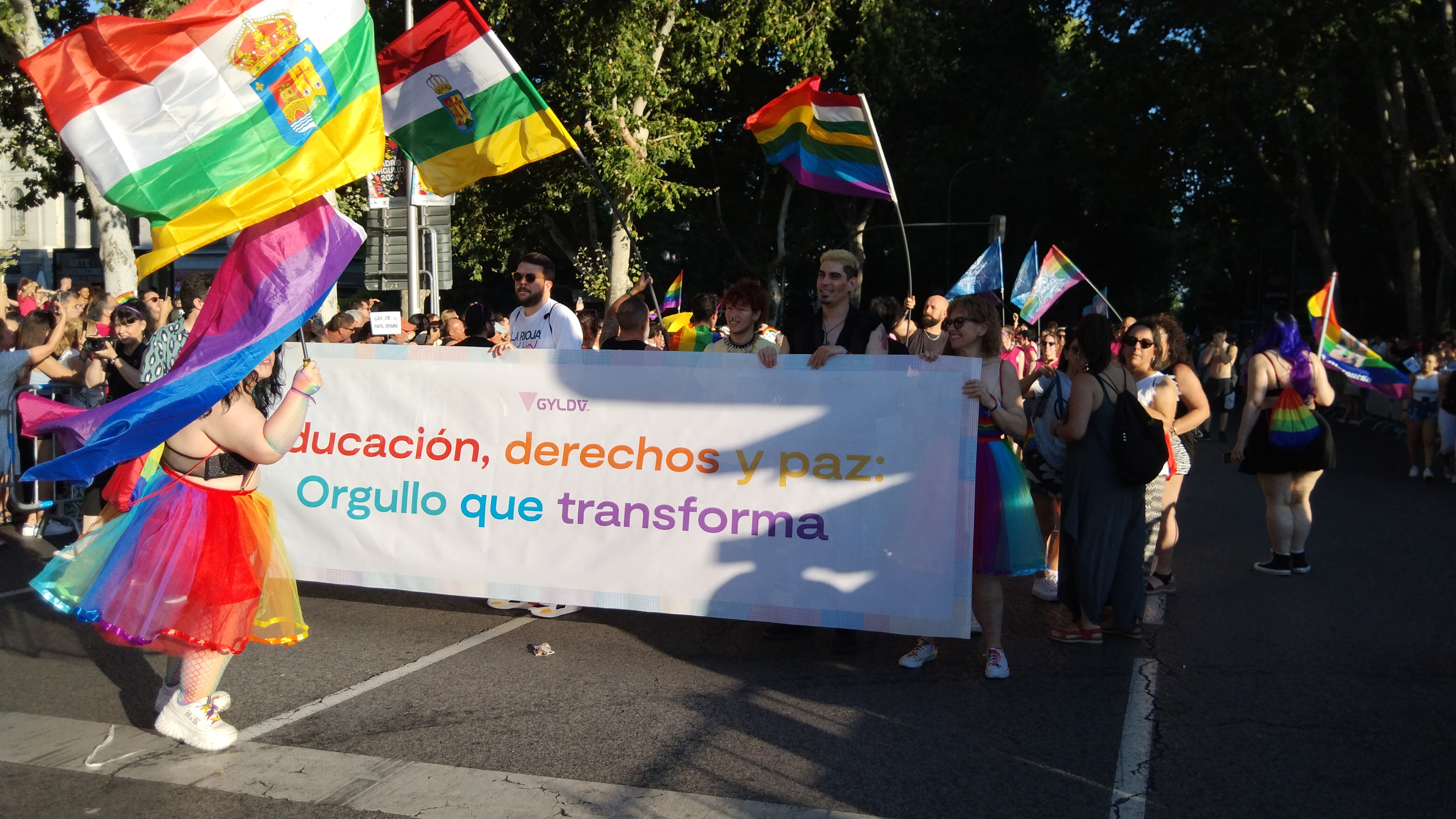
GYLDA en el orgullo LGTB de Madrid (2024).

A comienzos de los años 1990 surgió la necesidad de crear en La Rioja un grupo que apoyara a la personas no-heterosexuales. Así, entre 1994 y 1995 se fundó la primera asociación de gais y lesbianas en la ciudad de Logroño, constituida mayoritariamente por mujeres y que se fue ampliando con el paso de los años.
En la década de los 2000, GYLDA llegó a contar con varias sedes, la más visible, el Centro Arco Iris, que daba orientación y apoyo en colaboración con el Ayuntamiento de Logroño, por primera vez en la provincia. Esta sede cerró por motivos políticos. En 2012 se desmanteló esta asociación, cediéndose los servicios a otras asociaciones.
En 2016 resurge de nuevo bajo el nombre GYLDA LGTBI+ con antiguos miembros y nuevas incorporaciones. José Sáenz ejercía como presidente, Jesús Cárcamo como secretario y Rubén Astorga como tesorero.
En 2021 se suma Ruth García Pinar, como vicepresidenta (actual presidenta).

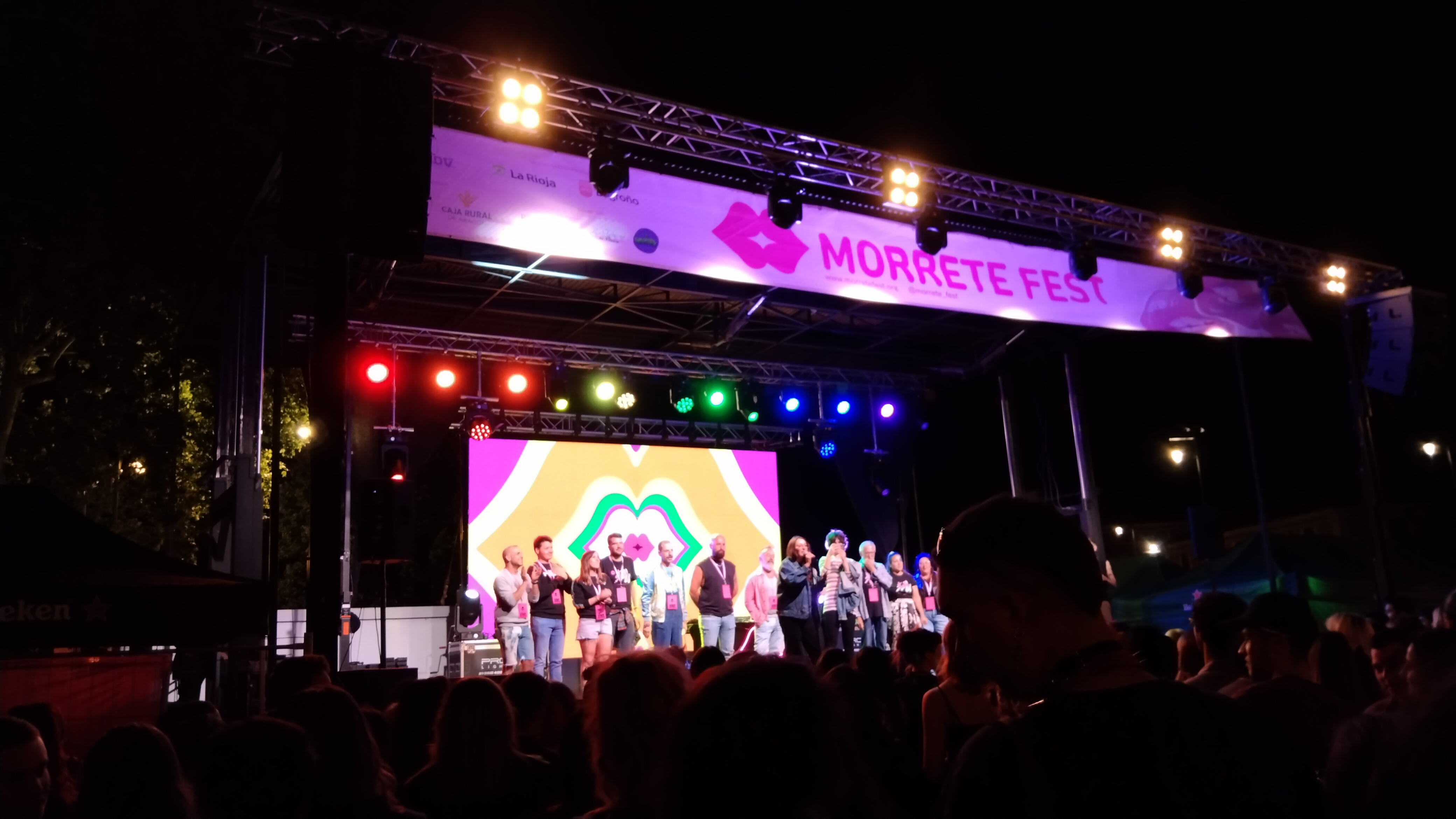
Morrete Fest (2024).

En los últimos años ha habido un aumento significativo de los socios tras los eventos de La Rioja Orgullo 2022 como la manifestación con récord de asistencia en la región y actividades como Conciertos por el Morrete, germen de lo que luego fue Morrete Fest. 